# اس‌تی‌اس-۴۱-جی
اس‌تی‌اس-۴۱-جی (انگلیسی: STS-41-G) یکی از ماموریت‌های برنامه شاتل‌های فضایی بود که در تاریخ ۵ اکتبر ۱۹۸۴ از پایگاه فضایی کندی به فضا پرتاب شد. این مأموریت ششمین مأموریت شاتل چلنجر بود.